# Isidor Macabich i Llobet

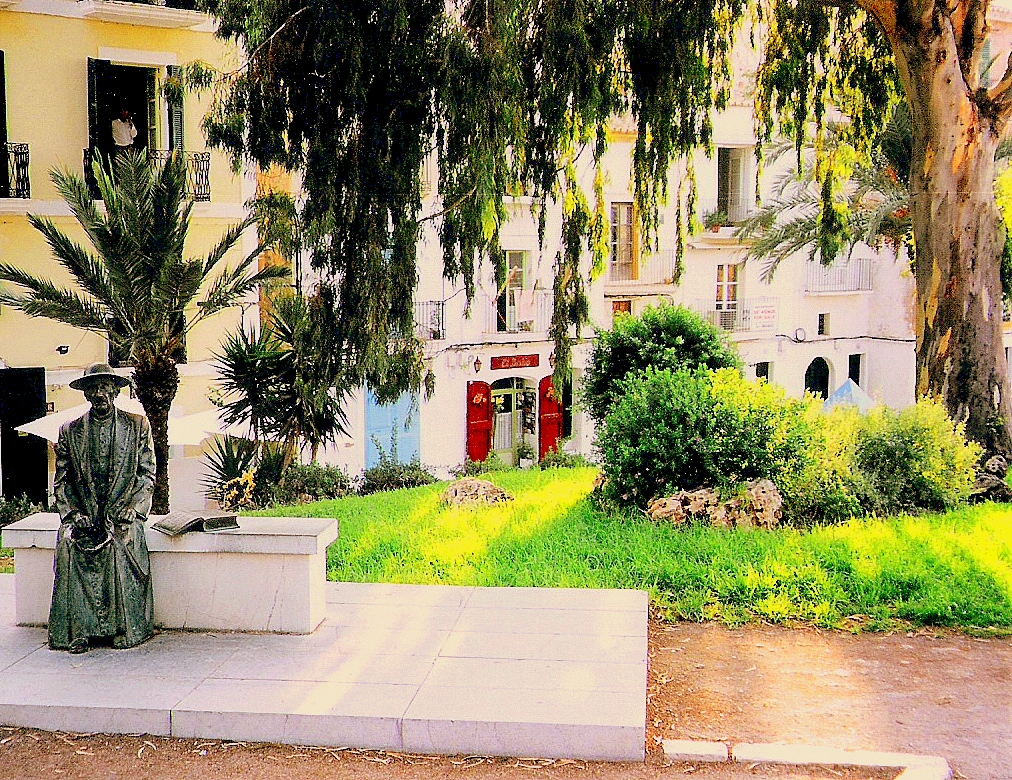
Estàtua d'Isidor Macabich a la Ciutat d'Eivissa.

Isidor Macabich i Llobet (Eivissa 10 de setembre, 1883 - Barcelona, 21 de març, 1973) fou un historiador i sacerdot eivissenc.

## Biografia
La seva família era originària de Croàcia. Estudià al seminari d'Eivissa, i el 1907 fou ordenat sacerdot. Fou canonge arxiver d'Eivissa des del 1913, fundà el Centre d'Acció Social i, el 1919, la Federació Catolicoagrària d'Eivissa. Durant la Segona República Espanyola fou proper a la CEDA i al Partit Liberal Regionalista de Carles Roman, vinculat a Francesc Cambó.
Interessat per la història, des del 1903 col·laborà en Los Archivos de Ibiza i ajudà a reaparèixer el Diario de Ibiza. El 1908 participà en el Primer Congrés d'Història de la Corona d'Aragó, a Barcelona. Col·laborà en l'elaboració del que seria el Diccionari català-valencià-balear, juntament amb Vicent Serra i Orvay, i mantengué una llarga relació amb Antoni Maria Alcover i Francesc de Borja Moll. El 1935 inicià una Historia de Ibiza en fascicles, publicada en quatre volums el 1966-1967. També fou un dels fundadors i director de l'Institut d'Estudis Eivissencs. Col·laborà als diaris i revistes El Debate, de Madrid, Hispania, Destino, Lluc. El 1951 fou nomenat canonge ardiaca d'Eivissa, el 1953, arxipreste i el 1960 —després d'ocupar uns mesos el càrrec de vicari capitular, vacant la seu episcopal d'Eivissa— accedí a la dignitat de prelat domèstic del Papa.
Nomenat cronista oficial d'Eivissa a la mort d'Enrique Fajarnés Tur, l'any 1934, és també Fill Il·lustre de la ciutat.
La seva vida i obra ha estat estudiada entre altres per Jean Serra a La poesia d'Isidor Macabich, Fanny Tur Riera a Isidor Macabich Llobet: (1883-1973), Joan Gomila Pere a L'obra folklòrica d'Isidor Macabich (amb pròleg de Fanny Tur Riera) i Felip Cirer Costa a Isidor Macabich Llobet: (1883-1973) (Palma), entre d'altres.

## Obres
- Corsarios ibicencos (1906)
- Es feudalisme a Eivissa (1909).
- Santa María la Mayor (1916)
- Pityusas. Ciclo púnico (1931)
- Ebusus. Ciclo romano (1932)
- Santa María. Ciclo cristiano (1934)
- Dialectals (1923), poesia
- Mots de bona cristiandat (1918)
- Romancer tradicional eivissenc (1954)
- Historia de Ibiza (1966-1967)